# 9886 Aoyagi
9886 Aoyagi è un asteroide della fascia principale. Scoperto nel 1994, presenta un'orbita caratterizzata da un semiasse maggiore pari a 2,4121596 UA e da un'eccentricità di 0,1768070, inclinata di 3,28519° rispetto all'eclittica.